# Клейн, Иван Фёдорович
Иван Фёдорович Клейн (24 мая [5 июня] 1837, Москва — 17 сентября 1922, Московская губерния) — русский патологоанатом, заслуженный профессор и декан медицинского факультета Московского университета.

## Биография
Прусский подданный евангелическо-лютеранского вероисповедания. Его родители: чиновник Фридрих-Вильгельм Клейн и Анна Августина Маркс. Старший брат хирурга Карла Фёдоровича Клейна. Учился в 1-й московской гимназии (вып. 1855) и на медицинском факультете Московского университета (1855—1861). Перед окончанием университета принял (в 1860 году) российское гражданство. В 1861 года был оставлен в университете для приготовления к профессорскому званию на кафедре патологической анатомии и патологической физиологии. В марте 1863 года защитил докторскую диссертацию «О тромбозе, эмболии и ихоремии». С октября 1864 года занимал должности прозектора: в Московском университете (1864—1869), в Воспитательном доме (1869—1878), в Старо-Екатерининской больнице (1880—1888). В 1882 году он возглавил патологоанатомический кружок, ставший впоследствии основой «Московского научного общества патологоанатомов».
С марта 1869 года — экстраординарный профессор, с августа 1876 года — ординарный профессор кафедры патологической анатомии Московского университета. Состоял секретарём (1870—1878) и деканом (1878—1880 и 1888—1906) медицинского факультета. Во время второго деканства Клейна развернулось активное строительство Клинического городка на Девичьем поле. Здесь было построено здание Патологоанатомического института, в котором сразу после окончания строительства Клейн начал читать демонстрационно-практический курс патологической анатомии для студентов медицинского факультета Московского университета, перенеся свои лекции сюда из здания анатомического музея Ново-Екатерининской больницы. На территории клинического городка сам Клейн жил долгое время, в отдельном доме, недалеко от клиники кожных болезней.
В 1892 году вышел на пенсию, но продолжал читать лекции до своей отставки в 1906 году.
Пользовался большим авторитетом. Научные интересы: Вопросы тромбоза, эмболии и водянки головного мозга, рассеянный склероз, цирроз печени, кисты почек. Впервые в Московском университете он ввёл изучение патологической анатомии с использованием микроскопа: им была разработана программа, основанная на учении о целлюлярной (клеточной) патологии Р. Вирхова; его лекции были очень демонстративны благодаря богатой коллекции препаратов. Создал в Московском университете, совместно с М. Н. Никифоровым, научную школу патологоанатомов, среди которых: В. Д. Шервинский, В. И. Кедровский, Н. Ф. Мельников-Разведенков.
В 1873 году стал статским советником, впоследствии — действительным статским советником и тайным советником. В 1894 году был внесён в московскую родословную книгу и утверждён в дворянском достоинстве. И. Ф. Клейн был награждён орденами: Св. Анны 2-й ст., Св. Станислава 2-й ст., Св. Владимира 3-й ст.
Был дважды женат: первая жена — Ольга (Шарлотта-Гертруда) Бернгардт, с которой он развёлся, когда она заболела душевной болезнью и была помещена в клинику.
Второй женой стала сестра первой — Мария Бернгардт. Их дети — Маргарита и сын (умер внезапно в 1890 году). С началом Первой мировой войны, когда в 1914 году были высланы из России ухаживавшие за больным учёным родственники жены, он переехал к зятю, Александру Ивановичу Крюкову. Жил сначала в Москве, затем в имении Крюкова Гриднево, в котором умер 17 сентября 1922 года в возрасте 85 лет и был похоронен. Местоположение могилы на сегодняшний день неизвестно.